# Stygicola
Stygicola é um género de peixe da família Bythitidae.
Este género contém as seguinte espécie:
- Stygicola dentata